# Teatro Real de la Moneda
El Teatro Real de la Moneda (en francés: Théâtre royal de la Monnaie, la Monnaie; en neerlandés: Koninklijke Muntschouwburg, de Munt) es la sala de ópera de la ciudad de Bruselas, capital de Bélgica y sede de la compañía lírica y ballet de la ciudad.
Este teatro es una de las casas de ópera más grandes de Europa. Entre 1982 y 1992 estuvo dirigida por el polémico Gerard Mortier siendo sucedido por Bernard Foccroulle y Peter de Caluwe. Fue la sede del Ballet del Siglo XX creado y dirigido por Maurice Béjart que fue el maestro de baile del teatro entre 1960 y 1981. Cuando Bejart dejó el teatro por un conflicto con Mortier, el director llamó al coreógrafo Mark Morris quien trabajó allí entre 1988 y 1991. La compañía actual residente de ballet es la "Rosas" dirigida por Ana Teresa de Keersmaeker.
Nota sobre compra de billetes: niños de menos de 6 años no son bienvenidos. No está indicado al comprar los billetes, y se puede expulsar al espectador de esta edad y a sus progenitores al mínimo ruido.

## El teatro

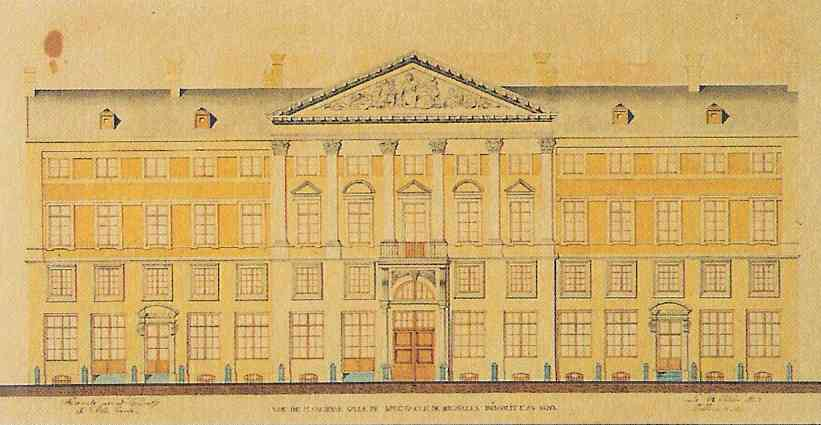
El teatro original.

El edificio actual es el tercero levantado en el predio, su fachada data de 1818 con alteraciones realizadas en 1855 y 1986.
El primer teatro fue construido en 1700 por los venecianos Paolo y Pietro Bezzi, en un terreno donde se acuñaban monedas de donde se originó su nombre. La primera representación de acuerdo a los archivos fue Atys de Jean-Baptiste Lully. Durante el siglo XVIII fue considerada la segunda casa de ópera en repertorio francés después de París, especialmente durante el gobierno del príncipe Alejandro de Lorena, patrón de las artes.

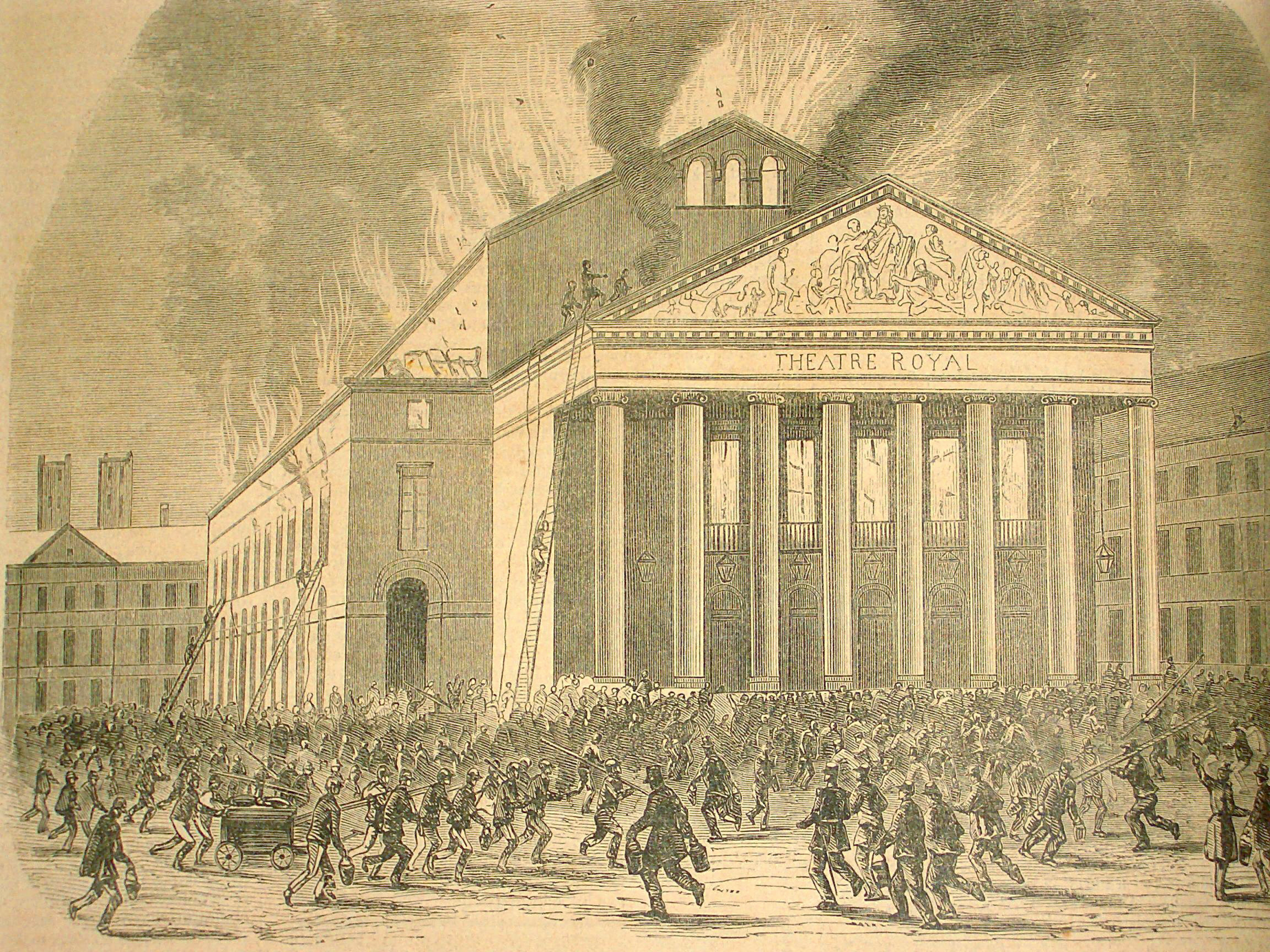
El incendio del teatro de Damesne en 1855.

Hacia 1795 durante la ocupación de las fuerzas de la Revolución francesa, el teatro se convirtió en una institución gubernamental, el cuerpo de baile fue abolido y su importancia disminuyó considerablemente. Cuando Napoleón lo visita ordena reemplazar el viejo edificio por uno monumental que se construye recién en 1818. 

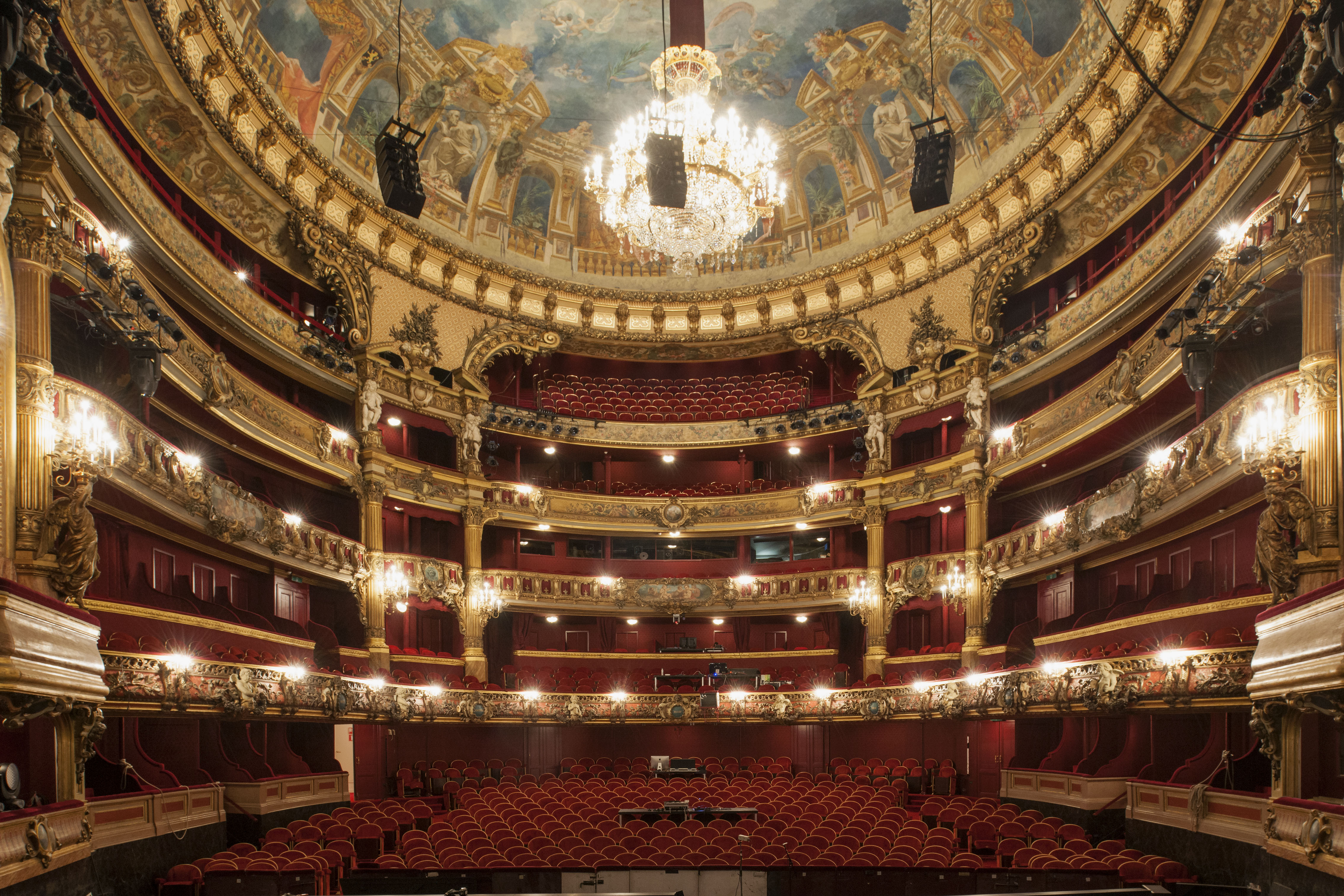
La sala principal

Es un teatro neoclásico diseñado por el francés Louis Damesme inaugurado en mayo de 1819 con la ópera La Caravane du Caire del compositor belga André Grétry. Un nuevo periodo de florecimiento benefició el teatro con la actuación de estrellas como María Malibrán y un nuevo cuerpo de baile dirigido por Jean-Antoine Petipa, padre del célebre Marius Petipa.
La Moneda tendrá un rol fundamental en la formación del reino de Bélgica cuando en 1830 se representaba en el interior del teatro, la ópera de Daniel-François Auber La Muda de Portici prohibida por el rey Guillermo III. En el momento del aria "Amor sagrado de la patria", la audiencia se levantó y salió a la calle a empujar a los holandeses fuera de la ciudad, desencadenando el inicio un movimiento que llevaría a la independencia de Bélgica de Holanda.
El 21 de enero de 1855 un incendio destruye el teatro dejando intactos solo el pórtico y las paredes exteriores. El nuevo edificio construido por José Poelaert es inaugurado en 1856. En 1985, se modernizó la sala y restituyeron sus colores originales. Vandenhove creó un concepto arquitectónico nuevo para la entrada y solicitó a dos artistas americanos una contribución, de esta manera, Sol LeWitt diseñó el piso en forma de abanico en mármol blanco y negro y Sam Francis, pintó un tríptico montado en el techo. 
Después de la renovación de 1986, la gran sala principal conserva el aspecto creado por Joseph Poelaert con una capacidad para 1152 localidades y cinco pisos. 
Es una de las más bellas y tradicionales de Europa con elementos neobarrocos y neoclásicos- en rojo y oro.

## Óperas estrenadas en el teatro
- Jules Massenet: Hérodiade (19 de diciembre de 1881)
- Ernest Reyer: Sigurd (7 de enero de 1884)
- Henry Litolff: Les Templiers (1886)[1]
- Emmanuel Chabrier: Gwendoline (10 de abril de 1886)
- Benjamin Godard: Jocelyn (25 de febrero de 1888)
- Ernest Reyer: Salammbô (10 de febrero de 1890)
- Vincent d'Indy: Fervaal (12 de marzo de 1897)
- Vincent d'Indy: L'Étranger (7 de enero de 1903)
- Ernest Chausson: Le Roi Arthus (30 de enero de 1903)
- Darius Milhaud: Les Malheurs d'Orphée (7 de mayo de 1926)
- Arthur Honegger: Antigone (28 de diciembre de 1927)
- Serguéi Prokófiev: Igrok, 29 de abril de 1929)
- Philippe Boesmans: La Passion de Gilles (18 de octubre de 1983)
- John Adams: The Death of Klinghoffer (19 de marzo de 1991)
- Philippe Boesmans: Reigen (4 de marzo de 1993)
- Philippe Boesmans: Wintermärchen (10 de diciembre de 1999)
- Philippe Boesmans: Julie (8 de julio de 2005)